# Jakiw Sawczenko
Jakiw Hryhorowycz Sawczenko (ukr. Яків Григорович Савченко, ur. 2 kwietnia 1890 we wsi Żabki w rejonie łochwickim w obwodzie połtawskim, zm. 2 listopada 1937 w Kijowie) – ukraiński poeta i krytyk literacki.

## Życiorys
Uczył się w szkole realnej, której jednak nie ukończył, później przez pewien czas studiował na Uniwersytecie Kijowskim; nie ukończył studiów. Przez pewien czas nauczał w wioskach w obwodzie sumskim, później całkowicie poświęcił się pracy literackiej, w 1913 zaczął publikować wiersze w lwowskiej gazecie. Współpracował z gazetą "Gromadianin" wydawaną w Żytomierzu od maja 1917 do 1918 (prawdopodobnie jedyną gazetą w języku ukraińskim na Wołyniu w tym czasie), w 1919 wołyńska "Proswita" wydała jego pierwszą książkę pt. "Poeziji, 3 lata później w Żytomierzu ukazał się drugi jego zbiór wierszy "Ziemla", a w 1926 zbiór "Azijatśkyj apokalipsys". Był członkiem ugrupowania literackiego "Żowteń", tworzył wiersze pod dużym wpływem symbolizmu. Pisał artykuły krytycznoliterackie, które zebrał w tomach "Poety i bełetrysty" (1927) i "Narożdennie ukraińśkoho kino" (1930). W 1933 w okresie stalinizmu został pozbawiony przez władze możliwości druku i środków do życia, a 17 września 1937 podczas wielkiego terroru aresztowany decyzją wojskowego prokuratora w Kijowie pod zarzutem udziału w antyradzieckiej organizacji nacjonalistycznej i o szpiegostwo na jej polecenie oraz działalność szkodliwą i terrorystyczną. 1 listopada 1937 na sesji wyjazdowej Sądu Najwyższego ZSRR został skazany na śmierć i rozstrzelany. 27 listopada 1958 pośmiertnie go zrehabilitowano.